# Short S.8 Calcutta
Dimensions
Le Short S.8 Calcutta était un hydravion de ligne biplan trimoteur britannique, conçu par le constructeur irlandais Short Brothers au début des années 1920.

## Conception et développement
Le biplan Calcutta prit ses origines dans une requête de la compagnie britannique Imperial Airways pour assurer les parties méditerranéennes de ses services en provenance de et vers l'Inde. Dérivé de l'hydravion militaire Singapore, le Calcutta fut notable en son temps pour avoir été le premier hydravion à coque en métal doté d'une structure à revêtement sous contrainte, plus connu sous le nom de « structure semi-monocoque ». Il était équipé de trois 3 moteurs à 9 cylindres en étoile Bristol Jupiter IXF d'une puissance de 540 ch (403 kW) chacun, montés entre les deux ailes.
Les deux pilotes faisaient voler l'avion depuis une cabine ouverte, alors que l'opérateur radio partageait la cabine principale avec quinze passagers.

## Carrière opérationnelle
Le S.8 Calcutta effectua son premier vol le 14 février 1928, après avoir été sorti la veille et laissé tremper dans l'eau toute la nuit, pour vérifier s'il y avait des signes de fuites. Le chef pilote d'essai de Short, John Lankester Parker (en) était aux commandes, avec le major Herbert G. Brackley d'Imperial Airways comme copilote. Le 15 mars 1928, cet avion (numéro de registre G-EBGV) fut livré par Parker et Brackley au Marine Aircraft Experimental Establishment (en) à Felixstowe, pour y effectuer des vérifications de maniabilité en mer et pour y obtenir son certificat de navigabilité. Cette étape fut franchie avec succès le 27 juillet de la même année et l'avion fut renvoyé vers Short Brothers le même jour. Le G-EBVG fut ensuite livré à Imperial Airways le 9 août 1928.
Le Calcutta entra en service en 1928 et fut utilisé par Imperial Airways pour l'étape méditerranéenne (Méditerranée vers Karachi) de la ligne reliant le Royaume-Uni à l'Inde.
Un total de sept avions furent produits. Une version militaire de l'avion, initialement connu sous le nom de Calcutta (Service Type), fut construite sous le nom de S.8/8 Rangoon.
Le 1er août 1928, Parker, accompagné par Oswald Short (en), fit voler le G-EBVG jusqu'à Westminster, l'installant sur la Tamise entre Vauxhall Bridge et Lambeth Bridge. Il fut amarré à l'Albert Embankment pour trois jours, afin d'y être inspecté par des députés (incluant Winston Churchill, alors chancelier de l'Échiquier), des membres de la Chambre des lords, et d'autres officiels,.

## Incidents et accidents
Le 26 octobre 1929, l'exemplaire surnommé « City of Rome » (registre G-AADN) effectua un amerrissage forcé sous un vent violent et des conditions météo exécrables, sur la mer de Ligurie, à quinze kilomètres au large de La Spezia, en Italie, lors d'un vol passager régulier reliant Naples à l'aéroport de Gênes-Christophe Colomb, à l'extérieur de Gênes. Il coula pendant une tentative de le remorquer jusqu'à un port, tuant les sept occupants présents à bord.
Le 31 décembre 1935, l'exemplaire surnommé « City of Khartoum » (registre G-AASJ) fut victime d'une défaillance catastrophique de ses trois moteurs peu de temps avant la fin de son vol entre la Crète et Alexandrie, en Égypte, juste après la tombée de la nuit. Le pilote fut l'unique survivant du crash, les neuf passagers et trois membres d'équipage ayant été tués lors de l'impact avec l'eau ou par noyade lorsque de grosses vagues engloutirent l'avion. Une enquête menée par le Ministère de l'Air (Air Ministry) britannique détermina que les carburateurs des moteurs avaient été altérés d'une manière qui avait augmenté la consommation de carburant, ce qui mit tout simplement l'avion en panne sèche avant d'avoir pu atteindre sa destination.

## Construction sous licence en France
Cherchant à remplacer ses CAMS 55, l'Aéronautique navale française s’intéressa très tôt au Calcutta. Dès février 1929, un exemplaire fut acheté par Breguet Aviation. Son évaluation donna lieu à l'achat d'une licence de construction. Désigné sous l’appellation de Breguet-Short S.8/2, les Calcutta français furent construits  au Havre. Ils différaient du modèle original par leur motorisation assurée par trois Gnome et Rhône Jupiter 9 Akx de 480 ch qui occasionnaient davantage de vibrations et donc un confort moindre. Cinq hydravions furent construits et affectés à l'escadrille d'exploration 3E1 à partir de 1932. Ils portaient les noms distinctifs suivant : La galère Capitane, Le Grand Coureur, Marie la Cordelière, La Confiance et La Danaé. 
Ils furent relégués à des missions d'entraînement lorsque les Breguet 521 Bizerte furent mis en service. En septembre 1939, les deux derniers Calcutta en état de service furent affectés à l'escadrille supplétive 3S4. Ils furent rayés des listes en août 1940 et stockés en attente de leur démolition.

## Variantes
- Short S.8 Calcutta : Version originelle, civile.
- Breguet-Short S.8/2 Calcutta : Version militaire construite sous licence en France par Breguet Aviation.
- Short S.8/8 Rangoon : Version militaire.

## Utilisateurs

### Opérateurs civils
Royaume-Uni
- Imperial Airways

### Opérateurs militaires
France
- Marine nationale - Aviation navale